# Melicodes tenebrosa
Melicodes tenebrosa är en insektsart som först beskrevs av Walker, F. 1870.  Melicodes tenebrosa ingår i släktet Melicodes och familjen gräshoppor.

## Underarter
Arten delas in i följande underarter:
- M. t. tenebrosa
- M. t. vittaticollis